# Planetbase
Planetbase是由 Madruga Works 开发的太空模拟和即時戰略游戏，于 2015 年 10 月 16 日在Microsoft Windows和 2016 年 1 月 8 日在OS X上发布。游戏內容是在遥远的星球上建立人类殖民地并建立前哨以在星球上生存。Linux在自由的顯卡驅動nouveau下可以強行調用Steam Play Proton後在啟動選項中啟用Wine Directx 3D 11以流暢運行。

## 游戏玩法
在游戏中，玩家带领一群太空定居者，他们试图在一个孤立的星球上建立基地。玩家被赋予基础架构师和经理的角色。由玩家来指导殖民者在一个他们可以生存的地方建造一个自给自足的基地，在那里他们可以很容易地提取水，种植食物来维持生计，最重要的是，有源源不断的氧气供应。殖民者可以被指示开采不同种类的金属并制造机器人。
总共可以殖民四个不同的星球，每个星球都有不同的条件和不断增加的难度级别。这些行星是沙漠行星、冰冻行星、荒月和风暴行星。玩家必须管理新殖民者来到殖民地的流量，并确保只有那些拥有一些有用技能的人才能来到这个星球。最有用的殖民者是工程师、工人和警卫。可以构建机器人来完成更单调的任务。殖民地的生存也受到沙尘暴、太阳耀斑、暴风雪和流星等自然灾害的挑战。有 29 种不同的结构要建造，五种人类工人和三种机器人。有 10 个里程碑要完成，8 个技术可以从交易者那里购买。

## 評價
Metacritic 上 4 位评论家為该游戏的評分為70/100。 

## 相似遊戲
- 艾文殖民地
- 人类的黎明
- 太空殖民地
- 幸存的火星